# Oxyfidonia dargei
Oxyfidonia dargei är en fjärilsart som beskrevs av Claude Herbulot 1967. Oxyfidonia dargei ingår i släktet Oxyfidonia och familjen mätare. Inga underarter finns listade i Catalogue of Life.